# Furcula (genre)
Pour les articles homonymes, voir Furcula.
Genre
Le genre Furcula regroupe des lépidoptères (papillons) de nuit de la famille des Notodontidae.

## Liste des espèces
- Furcula bicuspis (Borkhausen, 1790) — Harpye bicuspide.
- Furcula bifida (Brahm, 1787) — Petite queue fourchue.
- Furcula borealis (Guérin-Méneville, 1832)
- Furcula cinerea (Walker, 1865)
- Furcula furcula (Clerck, 1759) — Harpye fourchue.
- Furcula interrupta (Christoph, 1867)
- Furcula modesta (Hudson, 1891)
- Furcula nicetia (Schaus, 1928)
- Furcula nivea (Neumoegen, 1891)
- Furcula occidentalis (Lintner, 1878)
- Furcula scolopendrina (Boisduval, 1869)
- Furcula tibetana Schintlmeister, 1998